# Accipiter virgatus
El gavilán besra o azor chico índico (Accipiter virgatus) es una especie de ave accipitriforme de la familia Accipitridae. Se reproduce en los densos bosques del sur de Asia, desde Pakistán y la India hasta el sur de China e Indonesia.

## Descripción
Esta ave es una rapaz de tamaño mediano (29 a 36 cm), con alas cortas y anchas y cola larga, ambas adaptaciones para maniobra rápida. 
En invierno, sale a bosques más abiertos incluyendo sabanas y cultivos. Su técnica de caza es similar a otros pequeños halcones como el gavilán y el gavilán americano, confiando en la sorpresa, ya que vuela desde un arbusto oculto para atrapar a su presa inconsciente.

## Subespecies
Se reconocen las siguientes subespecies:
- Accipiter virgatus abdulalii Mees 1981
- Accipiter virgatus affinis (Hodgson) 1836
- Accipiter virgatus besra Jerdon 1839
- Accipiter virgatus confusus Hartert 1910
- Accipiter virgatus fuscipectus Mees 1970
- Accipiter virgatus quagga Parkes 1973
- Accipiter virgatus quinquefasciatus Mees 1984
- Accipiter virgatus rufotibialis Sharpe 1887
- Accipiter virgatus vanbemmeli Voous 1950
- Accipiter virgatus virgatus (Temminck) 1822